# زبان کوری

قبایل بالتیک در سال ۱۲۰۰ میلادی

زبان کوری (آلمانی: Kurisch; لتونیایی: kuršu valoda; لیتوانیایی: kuršių kalba)، یا کوری باستان یک زبان بالتیک منقرض‌شده است که توسط کورونی‌ها یک قبیله بالتیک که در شبه جزیره کورلند (لاتویای غربی امروزی) زندگی می‌کردند، گفتگو می‌شد. برخی از پژوهشگران به این باورند که کوری یک زبان بالتیک شرقی بود. در سال ۱۹۱۲ میلادی زبان‌شناس لاتویایی، ژانیس اندزلینز ثابت کرد که کوری یک زبان بالتیک است. با توجه به او، کوری زبانی میان لاتویایی و لیتوانیایی بوده است.
این زبان در سده ۱۶ میلادی منقرض شد. هیچ نوشته‌ای از این زبان باقی نمانده اما برخی از نوشته‌های باقی مانده از لیتوانیایی کهن اثرات زبان کوری را نشان می‌دهد. پس از انحلال و نابودی اتحاد جماهیر شوروی، کشورهای بالتیک مانند لاتویا و لیتوانی قصد احیای فرهنگی زبان‌ها و قبایل منقرض شده بالتیک مانند پروسی باستان، کوری و یوتوینگی را دارند.